# Pristimantis paululus
Espèce
Synonymes
- Eleutherodactylus paululus Lynch, 1974

Statut de conservation UICN

 LC  : Préoccupation mineure
Pristimantis paululus est une espèce d'amphibiens de la famille des Craugastoridae.

## Répartition
Cette espèce est endémique d'Équateur. Elle se rencontre entre 300 et 570 m d'altitude dans le bassin amazonien. 
Sa présence est incertaine en Colombie et au Pérou.

## Description
Les mâles mesurent de 13,6 à 17,1 mm et les femelles de 16,5 à 19,4 mm.

## Publication originale
- Lynch, 1974 : New species of frogs (Leptodactylidae: Eleutherodactylus) from the Amazonian lowlands of Ecuador. Occasional papers of the Museum of Natural History, University of Kansas, no 31, p. 1-22 (texte intégral).